# The Klingon Dictionary
The Klingon Dictionary (TKD) é um livro escrito por Marc Okrand descrevendo a Língua klingon. Originalmente publicado em 1985 e republicado em 1992 com um adendo, apresenta a pronunciação, gramática e vocabulário. Foram vendidas mais de trezentas mil cópias e traduzido em cinco idiomas.
O livro descreve a gramática com alguns exemplos para cada regra. Não é recomendado para aprendizado ou prática ativa do idioma, pois não contém exercícios. Nunca teve o objetivo de ser um livro de estudo pois sua fonte era esperada servir como um guia para roteiristas e atores. Só mais tarde foi vendido como mercadoria para fãs de Star Trek.

## Sumário
O dicionário é escrito numa perspectiva dentro do universo. Depois de uma curta introdução sobre a cultura Klingon e como o livro foi escrito, é descrito a pronunciação das letras do Klingon. Em vez de usar símbolos fonéticos, são usadas as letras do Alfabeto latino, algumas escritas em caixa alta para distinguir pronunciações especiais. Por exemplo, q e Q são sons diferentes e a combinação ng é considerada uma letra única. A maior parte do livro é a descrição da gramática, incluindo regras brevemente descritas classificadas por tipo de palavras, acompanhada por alguns exemplos para cada tópico gramatical. A última parte do livro contém uma lista de vocabulários com cerca de 1,500 palavras, seguida por uma lista de frases úteis. O adendo de 1992 contém alguns novos detalhes gramaticais e uma lista de cerca de 200 novas palavras que apareceram/foram criadas nos filmes posteriores e na série Star Trek: The Next Generation.

## Edições digitais
Desde 2008 o livro está disponível para leitores de E-book.
Em 2009, a editora Simon & Schuster apresentou um aplicativo para iPhone do The Klingon Dictionary como parte de três aplicativos num Pacote do Idioma Klingon. O novo formato digital apresenta um guia de pronunciação precisa junto regras para uso correto de afixos e sufixos e um menu de pesquisa.

## Traduções
O dicionário foi primeiramente traduzido para o Português e publicado no Brasil em 1995 pela Editora Aleph. O título era simplesmente Dicionário da língua klingon.
A tradução seguinte foi para o Alemão em 1996 levando o título de Das offizielle Wörterbuch Klingonisch/Deutsch ("O Dicionário Oficial Klingon-Alemão"). O livro contém muitos erros tipográficos e traduções incorretas, o que pode levar ao erro quando usado para o aprendizado do idioma. Uma versão corrigida, revisada pelo professor de Klingon Lieven Litaer, foi lançada em 2013.
A tradução em Italiano foi publicada em 1998 pela editora Romana Fanucci Editore e chamada de Il dizionario Klingon-Italiano ("O Dicionário Klingon-Italiano").
Em 2008, o dicionário foi traduzido para o Tcheco com o título Klingonský slovník (Dicionário Klingon).
Tem uma tradução Sueca online (1998-2009),  Klingonsk ordbok, (com exemplos em Sueco e materiais adicionais de trabalhos canônicos posteriores) encontrada no website do Klingonska Akademien.

## Trivialidades
- No episódio "A Polarização da Pescaria de Sutiã" da segunda temporada de The Big Bang Theory, o dicionário é usado durante um jogo de Boogle Klingon.
- No episódio sete da décima temporada de The Big Bang Theory, enquanto Sheldon e Amy estão jantando com Leonard e Penny, Sheldon fala em Klingon com Leonard para ocultar o que eles estão conversando na frente das garotas.

## Sequências
Novo vocabulário e regras gramaticais publicadas após 1992 podem ser encontradas em dois áudio cursos e em mais dois livros escritos por Marc Okrand e na revista acadêmica HolQeD publicada pelo Instituto da Língua Klingon (1992-2004):
- Conversational Klingon (1992) - áudio curso
- Power Klingon (1993)  - áudio curso
- The Klingon Way (1996)[8]
- Klingon for the Galactic Traveller (1997).[9]

- Este artigo foi inicialmente traduzido, total ou parcialmente, do artigo da Wikipédia em inglês cujo título é «The Klingon Dictionary».